# دیسک سکتور

دیسک سکتور

در مبحث ذخیره‌سازی اطلاعات در رایانه، سکتور (به انگلیسی: Sector) یکی از واحدهای تقسیم‌بندی دیسک‌های مغناطیسی و دیسک‌های نوری است. هر شیار به قسمت‌های کوچکتری تقسیم می‌شود که به هر یک از این قسمت‌ها سکتور گفته می‌شود. هر سکتور اندازه ثابتی از اطلاعات را ذخیره می‌کند که این اندازه برای دیسک سخت معمولاً ۵۱۲ بایت و برای دیسک‌های نوری معمولاً ۲۰۴۷ بایت است. اندازه همه سکتورها با هم برابر است.هارد دیسک‌های جدید از سکتورهای ۴۰۹۶ بایتی استفاده می‌کنند. در بین هر دو سکتور یک شکاف وجود دارد تا ابتدا و انتهای سکتورها را بتوان تشخیص داد که با این شکاف گپ (به انگلیسی: Gap) گفته می‌شود. همچنین از گپ برای تنظیم کردن سرعت هد خواندن و نوشتن هم استفاده می‌شود. سکتورها می‌توانند به صورت منطقی یا فیزیکی باشند. اندازه سکتور فیزیکی در کارخانه و توسط شرکت سازنده مشخص می‌شود و اندازه سکتور منطقی هم توسط سیستم‌عامل مشخص می‌شود و مضربی از اندازه سکتور فیزیکی است.